# Genfi-tó
A Genfi-tó (franciául Lac Léman) Közép-Európa második legnagyobb területű édesvizű tava a Balaton után. 580 km2-es vízfelülete csak 14 négyzetkilométerrel kisebb, mint a Balatoné. A tó 60%-a Svájchoz, 40%-a Franciaországhoz tartozik. Átfolyik rajta az Alpokból a Földközi-tengerbe igyekvő Rhône folyó.
Fontosabb városok a svájci oldalon: Genf, Lausanne, Vevey és Montreux, a francia oldalon Évian-les-Bains és Thonon-les-Bains. Az északi partvidéken, Lausanne és Montreux között terül el a szőlőtermő Lavaux-i régió, ami egyben világörökségi helyszín. A svájci partszakasz hossza közúton 121 km, a francia szakasz 54 km.
Itt gyilkolták meg Erzsébet magyar királynét 1898-ban.

## Képek
|  |  |